# Круг, Михаил Владимирович
Михаи́л Влади́мирович Круг (настоящая фамилия Воробьёв; 7 апреля 1962, Калинин, СССР — 1 июля 2002, Тверь, Россия) — советский и российский певец (бас-баритон), поэт, композитор, автор-исполнитель. Являлся автором и исполнителем песен в жанре «русский шансон», один из самых популярных представителей данного жанра. Поклонники называли его «королём русского шансона». Автор и исполнитель лирической песни «Владимирский централ», ставшей одним из самых известных образцов русского шансона.

## Биография

### Детство
Родился 7 апреля 1962 года в Калинине (ныне — Тверь). Отец — Владимир Михайлович Воробьёв (26.03.1936 — 19.11.1995), работал инженером-строителем (начальник связи Управления автодороги «Москва-Рига» города Тверь). Мать — Зоя Петровна Воробьёва (18.06.1936 — 09.01.2018), работала бухгалтером. 7 января 2018 года у неё случился инфаркт, 9 января она умерла в больнице. Похоронили её в одной могиле с сыном. Михаил Воробьёв был вторым ребёнком в семье (первый — сестра Ольга).
Детство и юность провёл в старом Пролетарском районе, о котором впоследствии написал песню «Морозовский городок». Учился в музыкальной школе по классу баяна, но потом бросил её. Занимался хоккеем, вратарь. В общеобразовательной школе учился плохо, по воспоминаниям родственников и друзей постоянно сбегал с уроков.
С шестилетнего возраста его кумиром был Владимир Высоцкий. В 11 лет Воробьёв научился играть на гитаре. Первые стихи написал в 15 лет, посвятив их однокласснице. Когда однажды на школьном вечере он исполнил одну из песен Высоцкого, в школе разразился большой скандал. После армии Воробьёв под впечатлением его песен стал играть на гитаре и петь в его стиле.

### Музыкальная деятельность
В 1987 году поступил в институт, в котором узнал о конкурсе авторской песни, принял в нём участие и занял первое место с песней «Про Афганистан». После этого он занялся написанием песен. Немалую роль в этом сыграл бард Евгений Клячкин, который был председателем жюри на 8-м фестивале авторской песни. Именно он сказал Воробьёву: «Миша, тебе надо работать…». Выбрал псевдоним Михаил Круг. Существует несколько версий происхождения этого псевдонима.
Первый свой альбом «Тверские улицы» Воробьёв записал на студии «Тверь» в 1989 году, потом был записан второй альбом «Катя» и третий альбом без названия, все они так и не вышли официально, но были похищены пиратами и разошлись нелегальным способом. Практически все песни, вошедшие в состав этих альбомов, были переписаны и спеты в последующих альбомах.
В 1994 году вышел первый официальный альбом Михаила Круга «Жиган-Лимон», который, по мнению многих, стал поворотным в его творческой судьбе. Несмотря на околоуголовное название, в альбоме были не только блатные песни, но и лирические, и иронические. Альбом неоднократно переиздавался и фактически стал знаком вторжения Михаила Круга в российскую музыкально-поэтическую культуру.
В 1995 году был снят документальный фильм «Бард Михаил Круг», который был показан по каналу «Культура» в 1999 году, а в 1996 году был показан его первый клип «Это было вчера».
Фактически Михаила Круга открыл продюсер Юрий Севостьянов. В середине 90-х он популяризировал шансонье следующим образом: договорился с владельцами 25 московских музыкальных палаток крутить один час в день его записи, и в 1997 году последний стал одним из главных героев музыкального жанра.
С февраля 1997 года с Кругом работала новая солистка Светлана Тернова, которую он услышал на фестивале песни «Заволжье» и взял в группу. Ряд песен для Круга был написан Александром Белолебединским, до этого он исполнял только свои песни. Песни «Я прошёл Сибирь», «Здравствуй, мама», «Окончен процесс (Я горько рыдаю)», «Искры в камине», «Хаим», «Плачь, скрипка (В каждом городе)», «Студентка», «Когда с тобой мы встретились» — народные, ранее их пел известный советский исполнитель Аркадий Северный. Песня «Светочка» написана автором-исполнителем Леонидом Ефремовым. При этом текст версии Круга немного отличается от оригинала.
Самой известной песней Круга является «Владимирский централ», которая впервые прозвучала в альбоме «Мадам» и которая стала одной из самых известных песен русского шансона. Возможно, что она была посвящена вору в законе Саше Северову (уголовно-преступная кличка «Север»).
В январе 1999 года занял второе место по популярности в конкурсе «Русский шансон». В апреле 1999 года вновь был выставлен на номинацию премии «Овация».
Начал гастролировать по городам России. За границей Круг впервые выступил в 1997 году на фестивале «Русский Шансон в Германии» с братьями Жемчужными, на котором спел четыре песни, одна из которых — «Мадам» — была спета в гитарном варианте. В 1998 году Круг выступал в США — Майами, Бостон, Нью-Йорк, Джексонвилл. С 22 февраля по 6 марта 2000 года прошло турне по Израилю. Были даны концерты в городах: Иерусалим, Тель-Авив, Назарет, Хайфа, Ашдод, Ашкелон, Ариэль и другие. Также Круг выступал в Украине, Беларуси, Эстонии и т. д.
Круг неоднократно давал благотворительные концерты, в том числе в местах лишения свободы. В 2000 году исполнил роль криминального авторитета Леонида Петровича по кличке «Турист» в фильме «Апрель». Был последним гостем передачи Владимира Соловьёва «Соловьиная ночь», показанной перед закрытием телеканала «ТВ-6» в ночь с 21 на 22 января 2002 года.

### Личная жизнь
В 1986 году Воробьёв познакомился со своей первой женой Светланой, тоже музыкантом, бывшей соло-гитаристкой ВИА института лёгкой промышленности. Светлана стала первым продюсером Круга, убедила его сделать своё творчество доступным для всех. До этого Круг писал свои стихи и песни «в стол». Также Светлана подыскивала музыкальные конкурсы, настаивала на записи песен на аудиокассеты, шила своими руками концертные костюмы, работая в Доме моделей. В 1987 году состоялась свадьба, в 1988 году родился сын Дмитрий. Не выдержав многочисленных романов мужа, Светлана развелась в 1989 году. Михаил отсудил у Светланы право опеки над ребёнком. Сын воспитывался матерью Круга, с отличием окончил университет МВД в Санкт-Петербурге. Служит в полиции, живёт в Твери.
В 2001 году Круг женился на уроженке Челябинска Ирине, которая после его смерти стала выступать под псевдонимом Ирина Круг, у неё есть дочь. 26 мая 2002 года родился сын Александр.
Михаил Круг придерживался околомонархических политических убеждений, консерватизма и традиционализма. Он положительно оценивал Александра III и критиковал фильм Никиты Михалкова «Сибирский цирюльник», заявлял об «агрессивном, воинствующем гомосексуализме» на российской эстраде, негативно высказывался о феминизме. Круг был членом ЛДПР и помощником Владимира Жириновского по культуре — работе в Государственной думе с 26 октября 2000 года. Яркой чертой личности Круга, которая неоднократно подчёркивалась им в интервью, была ненависть к людям левых политических убеждений, в частности, к коммунистам.

### Убийство и последующие события

Могила Михаила Круга на Дмитрово-Черкасском кладбище Твери

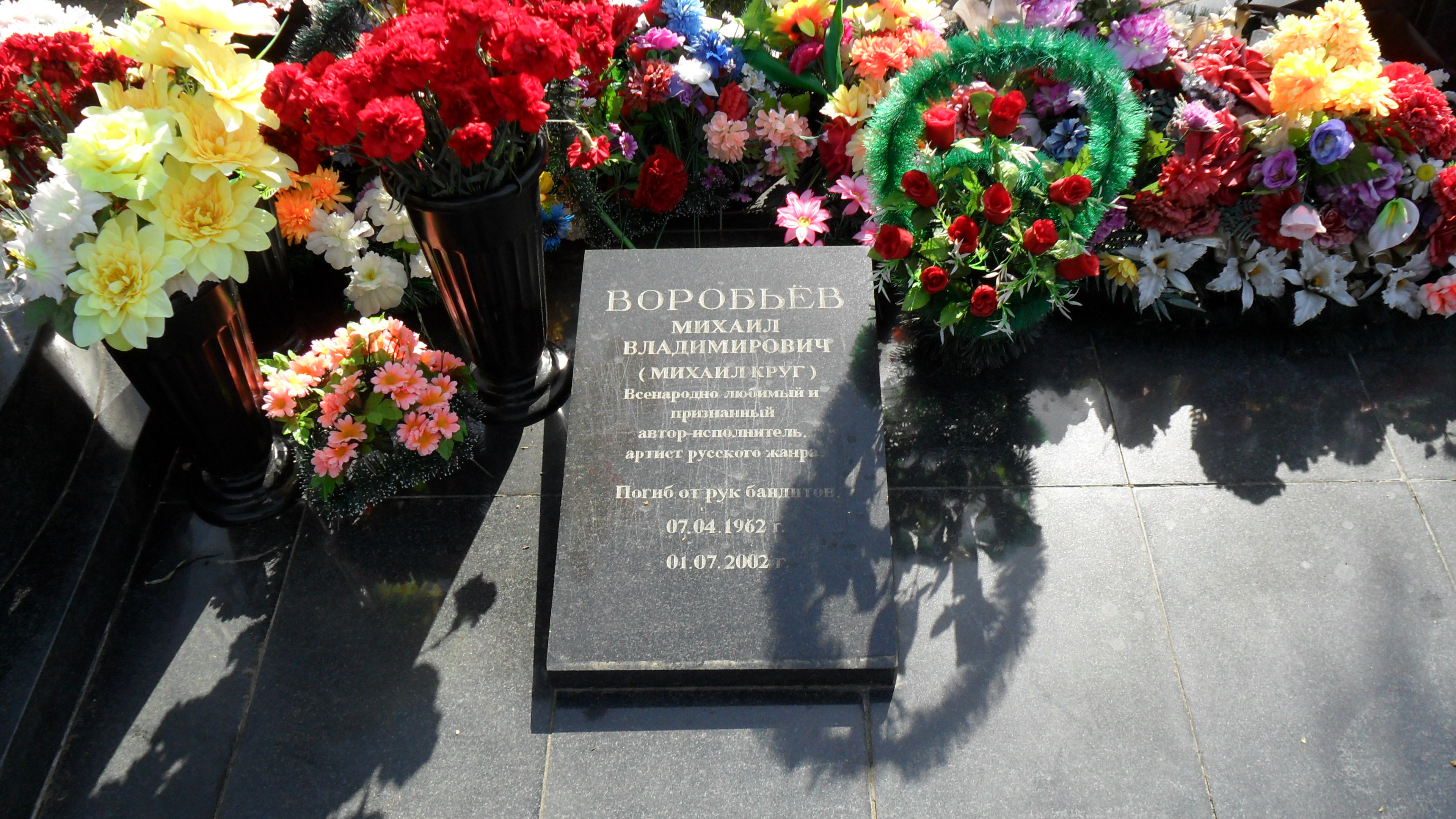
Могильная плита

В ночь с 30 июня на 1 июля 2002 года на дом Круга в посёлке Мамулино (микрорайоне Твери) было совершено разбойное нападение. В доме, помимо певца, находились ещё пять человек, а именно его жена Ирина, тёща и трое детей: сын Дмитрий от первого брака Михаила, дочь Ирины — Марина и их единственный общий сын Александр. Дверь трёхэтажного дома была открыта.
Двое неизвестных злоумышленников проникли на третий этаж дома приблизительно между 23:00 и 0:15, где обнаружили тёщу Круга и напали на неё, причинив ей телесные повреждения. На крики женщины прибежал Михаил с женой. Преступники открыли огонь из пистолетов. Ирина скрылась у соседей, а Михаил получил два тяжёлых огнестрельных ранения, после чего на время потерял сознание. Преступники скрылись с места преступления.
Пришедший в себя Круг сумел добраться до дома соседа Вадима Русакова, где скрывалась его жена. Поскольку скорая помощь отказалась выезжать без милиции, то Русаков сам отвёз его в тверскую городскую больницу № 6. Тем временем приехали вызванные милиция и «скорая помощь», обнаружившие в доме Круга его раненую тёщу. Дети Круга не пострадали — Дмитрий сидел в наушниках, а Марина и Александр спали и даже не проснулись. Сам Михаил Круг, несмотря на усилия врачей, скончался утром 1 июля.

### Похороны
Прощальная панихида прошла 3 июля в 10 часов утра в Тверском драматическом театре. На похоронах присутствовали Владимир Жириновский, Александр Семчев, Ефрем Амирамов, Катя Огонёк, братья Жемчужные, Сергей Трофимов, Вика Цыганова, многие руководители Тверской области, в том числе и губернатор, Владимир Платов.
Траурная процессия из автомобилей растянулась на несколько километров. После отпевания в Воскресенском соборе Твери Михаил Круг был похоронен на Дмитрово-Черкасском кладбище (старая территория). Владимир Жириновский описал своё состояние на похоронах так:
Я в первый раз в жизни хороню такого хорошего человека. Я ведь с Михаилом знаком уже несколько лет. Он был моим помощником. Мы симпатизировали друг другу. Замечательный парень — тихий, спокойный, никогда в нём не было вычурности, чванства, что присуще многим эстрадным исполнителям. У меня в машине всегда играет его кассета. Это как лекарство. Если бы преступники знали, к кому вошли в дом, они бы этого не совершили. У них онемели бы руки и ноги. С уходом Миши осталась пустая ниша. Вот если бы, допустим, погиб Шуфутинский, то остался бы Звездинский. А Круг — это как Высоцкий, его никто не заменит…

### Версии убийства и арест членов банды «Тверские волки»
Версии убийства строились различные. Например, продюсер Вадим Цыганов высказал предположение, что это могло быть попыткой ограбления. Незадолго до убийства Круг записал альбом под рабочим названием «Тверичанка» (впоследствии выпущен под названием «Исповедь»), за который он со дня на день должен был получить гонорар. Эта версия отметалась теми, кто верил, что Круга искренне уважали в криминальных кругах, однако именно она на первых порах расследования была наиболее популярной. По другой версии, Круг стал жертвой спланированного, а, возможно, и заказного убийства.
В 2008 году в Твери были арестованы члены банды «Тверские волки». Ирина Круг опознала в одном из членов банды — Александре Агееве (род. 2 марта 1978) — убийцу своего мужа, но его причастность доказать следствию тогда не удалось. Агеев был осуждён пожизненно за другие преступления. В октябре 2023 года он подал прошение отправиться для участия в российском вторжении на Украину, но военкомат отказал ему, как заключённому пожизненно. Судебный иск против военкомата также был отклонен.
10 августа 2012 года в СМИ прошла информация, что в Твери найден скелет человека, который десять лет назад убил Михаила Круга. Местонахождение останков указал преступник, отбывающий пожизненный срок. Однако Следственный комитет лишь подтвердил факт обнаружения скелета, но всю остальную историю опроверг.
В конце сентября 2012 года в СМИ появилась информация о том, что дело раскрыто, следствию известны конкретные исполнители, которые и были арестованы. 28 мая 2013 года вдова Михаила Круга по останкам и фотографии опознала гражданина Дмитрия Веселова, который считался непосредственным исполнителем убийства певца. 25 февраля 2014 года приговорённый к пожизненному заключению киллер банды «Волков» Александр Осипов подтвердил в интервью газете «Комсомольская правда», что вышеозначенный Веселов и убил Михаила Круга. 7 марта 2014 года «Комсомольская правда» опубликовала расследование, где впервые были обнародованы материалы уголовного дела и детали убийства Михаила Круга. Согласно их информации, М. В. Круг отказался платить деньги криминальному авторитету А. Костенко по кличке «Лом». Тот, в свою очередь, инсценировал ограбление (украденное предполагалось вернуть). Ограбление пошло не по плану, и во время перестрелки Круг был убит.
5 августа 2019 года в эфире программы «Новые русские сенсации» НТВ Александр Агеев признался в том, что вместе с Дмитрием Веселовым участвовал в убийстве Круга и ограблении его дома, а оба выстрела сделал сам Веселов. Ограбление было санкционировано местным авторитетом Александром Ивановичем Костенко, основателем банды «Тверские волки». Когда Веселов узнал, кого убил, то стал говорить своим друзьям о том, что опасается за свою жизнь, а вскоре его убил Александр Осипов за убийство Круга, выдав Агеева как соучастника убийства.

## Оценки творчества
Во многих негативных рецензиях, посвящённых творчеству Михаила Круга, указывается, что певец в основном удовлетворял эстетические запросы уголовных и околоуголовных слоёв общества. Так, например, в статье «Версии убийства Михаила Круга» было написано, что «лирические герои его песен (особенно ранних) в основном воры, грабители, проститутки — одним словом, люди с уголовным прошлым и настоящим».
В ответ на негативную критику, направленную в свой адрес, Круг постоянно заявлял, что все, кто критикует русский шансон, — люди, близкие к официальной эстраде, которая у него вызывала раздражение. В частности, в своём последнем интервью от 13 июня 2002 года, он сказал:
…Как только кто-то умный начинает вешать ярлыки или старается проанализировать творчество автора, тут же выявляется официальный анализ, а он жанру уже не нужен, поскольку людей простых, которые не знают терминологии, не надо сбивать с толку. Это хорошо для академических жанров, но не для нашего. Ведь кто критикует наш жанр – люди, занимающиеся «попсой». В наших песнях они ничего не понимают. Я признаю критику, но эта критика должна исходить от человека, вызывающего у меня уважение и обладающего авторитетом...
Через несколько лет после гибели Круга, когда в Твери было принято решение установить памятник, против этого выступил ряд представителей тверской интеллигенции. В открытом письме они заявили:
Преувеличение значения творчества Круга происходит на фоне глубокого кризиса нашей культуры, проблем образования, науки, серьёзного искусства. Но установка подобного монумента будет означать окончательную смену ориентиров в обществе, ибо, таким образом, мы признаем, что теперь нашим кумиром является представитель шоу-бизнеса, а популярная и блатная песня становится эталоном и главным жанром в искусстве. С этим согласиться мы никак не можем. Установка памятника Кругу — это попытка увековечить то, что увековечению не подлежит по определению, ибо принадлежит изменчивой моде и развлечению. И следующим, по логике, шагом после вознесения этого персонажа являлось бы уничтожение памятников Пушкину, Крылову, Салтыкову-Щедрину, ибо соединение в пределах одного города и одной культуры этих имён невозможно Вместо установки монумента автору песен про нары и воровскую долю мы предлагаем вспомнить, что с Тверским краем связаны имена Гумилёва, Ахматовой, Мандельштама, последним пристанищем которых был город Калинин; что когда-то здесь нашёл приют изгнанный из обеих столиц Достоевский…
Отзывы других исполнителей русского шансона о Михаиле Круге в основном положительные. В 1994 году, во время интервью, певец Вилли Токарев сказал, что «Михаил Круг в первую очередь понравился ему как человек», и что «он уверен, что Круг ещё не раз порадует прекрасными песнями». Другой исполнитель русского шансона, Евгений Григорьев (Жека), говорил, что в песнях Круга есть «удивительная энергетика, отражающая настроение русской души», потому что «Круг — родом из народа». Певица Вика Цыганова, с которой при жизни Круг не раз сотрудничал, говорила, что Круг «пел душой», и что «его песни навсегда останутся в сердцах миллионов».

## Дискография
| Магнитоальбомы 1. 1989 — «Тверские улицы» (официально не издан), также издавался пиратами под названием «Лизок» 2. 1990-91 — «Катя» (официально не издан) 3. 1990-91 — альбом без названия (официально не издан) 4. 1995 — «Город детства» (Демоверсия альбома «Зелёный Прокурор», официально не издан, выпущен пиратами) Номерные альбомы 1. 1994 — «Жиган-лимон» 2. 1996 — «Зелёный прокурор» 3. 1996 — «Живая струна» 4. 1998 — «Мадам» 5. 1999 — «Роза» 6. 2000 — «Мышка» 7. 2002 — «Посвящение» 8. 2003 — «Исповедь» 9. 2005 — «Моим друзьям» (сборник неизданных ранее песен) 10. 2008 — «Калина-малина» (записи 1987-1993 годов) Сборники 1. 1997 — «Жиганские песни» 2. 1997 — «Лирика» 3. 1999 — «Перекрёсток» 4. 1999 — «Владимирский централ» 5. 1999 — «Звёздная серия» 6. 1999 — Серия «Легенды русского шансона [Том 01]» 7. 2000 — «The Best of» 8. 2001 — «Караоке — Любимые песни» 9. 2001 — «После третьей ходки» 10. 2001 — «Пацаны» (Серия «Легенды жанра») 11. 2001 — «Собрание Сочинений [Дело № 006]» 12. 2002 — «Я прошёл Сибирь» 13. 2004 — «Grand Collection» 1 часть 14. 2004 — «Магадан» 15. 2004 — «Золотой альбом — Greatest hits» 16. 2004 — «Концерт памяти Аркадия Северного» 17. 2005 — «Блатные песни» 18. 2005 — «Вольная песня» 19. 2005 — «Неизвестные песни» 20. 2005 — «Песни о любви» 21. 2006 — «Владимирский централ 2» 22. 2006 — «Золотая коллекция (2CD)» 23. 2007 — «Лучшие песни — Новая коллекция (2CD)» 24. 2007 — «Настоящий шансон — Лучшие песни (2CD)» 25. 2008 — «20 лучших песен» 26. 2008 — Серия «ПЛАТИНОВЫЙ АЛЬБОМ» 27. 2009 — «Владимирский централ (Soundtrack)» 28. 2009 — «Гранды шансона» 29. 2009 — «Кольщик. New Sound» 30. 2009 — «Любимые песни. RU» 31. 2010 — «Недопетая песня» 32. 2010 — «Ништяк, браток!» 33. 2010 — «Песни высшей пробы» 34. 2011 — «Grand Collection» 2 часть 35. 2011 — «Аллея шансона — Музыкальная коллекция МК (2CD)» 36. 2011 — «Живая струна» 37. 2011 — «Песни, спетые сердцем» 38. 2011 — Михаил Круг «Романсы» 39. 2011 — «Серия „РУССКИЕ ШАНСОНЬЕ“ — Лучшие песни» 40. 2011 — «Студентка» 41. 2012 — «50 лет (Юбилейный альбом) (2CD)» 42. 0000 — «Bootleg — Лучшие песни» 43. 2014 — «MP3play. Музыкальная коллекция» 44. 2017 — «55 лет. Юбилейный альбом (2CD)» 45. 2017 — «Все Хиты (Шансон 90-х)» 46. 2017 — «55 лет. Юбилейный альбом» 47. 2018 — «Владимирский Централ (Retro Collection)» | Совместные с другими исполнителями сборники 1. 2004 — «Михаил Круг и гр. Попутчик — 10 лет спустя» 2. 2004 — «Михаил Круг и Ирина Круг — Когда с тобой мы встретились» 3. 2006 — «Михаил Круг и Ирина Круг — Тебе моя последняя любовь» 4. 2009 — «Михаил Круг и Dj Black Fox — Лабиринт» 5. 2010 — «Михаил Круг и Катя Огонёк — Это было вчера…» 6. 2011 — «Михаил Круг и Вика Цыганова — Две звезды. Часть 8» 7. 2011 — «Михаил Круг и Ирина Круг — История Любви» 8. 2012 — «Михаил Круг и Друзья — Дуэты» Отреставрированные архивные записи 1. 2004 — «Летопись. Том 2 — Пой душа» 2. 2004 — «Летопись. Том 3 — Домашний концерт» 3. 2004 — «Мой дружок» 4. 2005 — «Моим друзьям» 5. 2008 — «Калина-малина» 6. 2008 — «Архивные записи Фонда „Памяти Михаила Круга“» Концертные аудиозаписи 1. 1995 — Концерт памяти Аркадия Северного (СПб) 2. 1995 — Концерт «Русский шансон» 3. 1997 — Концерт в Германии (г. Штутгарт) 4. 1997 — 3 года программе «Ночное такси» (СПб) 5. 1997 — Концерт «Русский шансон 97» (БКЗ Октябрьский, СПб) 6. 1997 — Концерт в Донецке (издан в 2003 году под названием «Летопись. Том 1 — Концерт в Донецке») 7. 1998 — 1 год радиостанции «Русский шансон» (18.12) 8. 1999 — 5 лет программе «Ночное такси» (СПб) 9. 1999 — 25 лет ансамбля «Братья Жемчужные» (ДК им. Горького, СПб, 17.12) 10. 2000 — Концерт в ДК АЗЛК — никогда не издавался, был записан поклонником Михаила Круга на диктофон. 11. 2000 — Концерт в Серпухове («После третьей ходки») 12. 2000 — Концерт памяти Аркадия Северного (ДК им. Горького, СПб, 14.04) Альбомы и сборники, посвящённые памяти Михаила Круга 1. 2002 — Любим и помним 2. 2002 — Памяти Михаила Круга посвящается 3. 2003 — Концерт памяти Михаила Круга 4. 2003 — Первое Июля Грампластинки 1. 2014 — Жиган-Лимон (Лейбл: United Music Group) 2. 2015 — Мадам (Лейбл: United Music Group) 3. 2021 — Я прошёл Сибирь (Лейбл: Bomba Music) 4. 2022 — Мышка (Лейбл: Bomba Music) 5. 2022 — Водочку пьём… (Лейбл: Bomba Music) 6. 2022 — Дуэты (Лейбл: Bomba Music) 7. 2024 — Зелёный прокурор (Лейбл: Bomba Music) 8. 2025 — Исповедь (Лейбл: Bomba Music) |

## Видеография
| Клипы - 1995 — День как день - 1996 — Это было вчера - 2002 — ГИБДД - 2003 — Кольщик (Клип памяти) - 2003 — Постой душа - 2003 — Приходите в мой дом Концертные видеозаписи - 1995 — Концерт в кафе «Старый замок» - 1995 — Концерт памяти Аркадия Северного (Санкт-Петербург, Театр Эстрады, 12 апреля) - 1997 — 35 лет Михаилу Кругу. Сборный концерт в Тверском цирке (10 апреля) - 1998 — Концерт посвящённый Дню защитника отечества (Удомля, 23 февраля) - 1998 — Концерт в Сергиевом Посаде. ДК имени Ю. А. Гагарина (апрель 1998) - 1999 — «Музыкальный ринг» (Санкт-Петербург, «Гигант-холл», 24 ноября) - 1999 — Концерт в Эстонии (19 февраля) - 2001 — Концерт в Сочи - 2001 — Концерт в Казани | Художественные фильмы - 2001 — Апрель (роль криминального авторитета Леонида Петровича) Документальные фильмы - 1994 — Бард Михаил Круг |

## Фильмография
- 2001 — Апрель — Леонид Петрович («Турист»)

## Память

Памятник Михаилу Кругу на бульваре Радищева в Твери

Сразу после смерти Михаила Круга друзья и близкие создали фонд с целью установки памятника поэту-песеннику, который возглавила старшая сестра Круга Ольга Медведева. Долгое время против установки памятника протестовала некоторая часть творческой интеллигенции Твери. Тем не менее 24 июня 2007 года, во время праздника города Твери, памятник был торжественно открыт на бульваре Радищева в центре города. Некоторое время назад памятник был демонтирован и временно перенесён на улицу Трёхсвятскую. Памятник отлит из бронзы. На нём Михаил Круг сидит на скамейке, опершись на гитару. Памятник сделан таким образом, чтобы на скамейке рядом с памятником можно было посидеть и сфотографироваться. Памятник неоднократно подвергался актам вандализма, так, в ноябре 2007 года была похищена гитара, а в январе 2008 года был раскрашен. Впоследствии пропавшая гитара была восстановлена усилиями московского скульптора Андрея Смирнова. Ольга Медведева, считает, что это дело рук местной шпаны, решившей поглумиться над памятником.
Дом, где жил Круг, и его могила стали местом паломничества поклонников. В ночном клубе «Лазурный» 10 апреля 2007 года был открыт музей Михаила Круга. В этом клубе он любил отдыхать и часто упоминал о нём в своих песнях. На открытии присутствовали мэр Твери Олег Лебедев, ряд других высших руководителей города, поклонники из Москвы, Санкт-Петербурга, Мурманска, США.

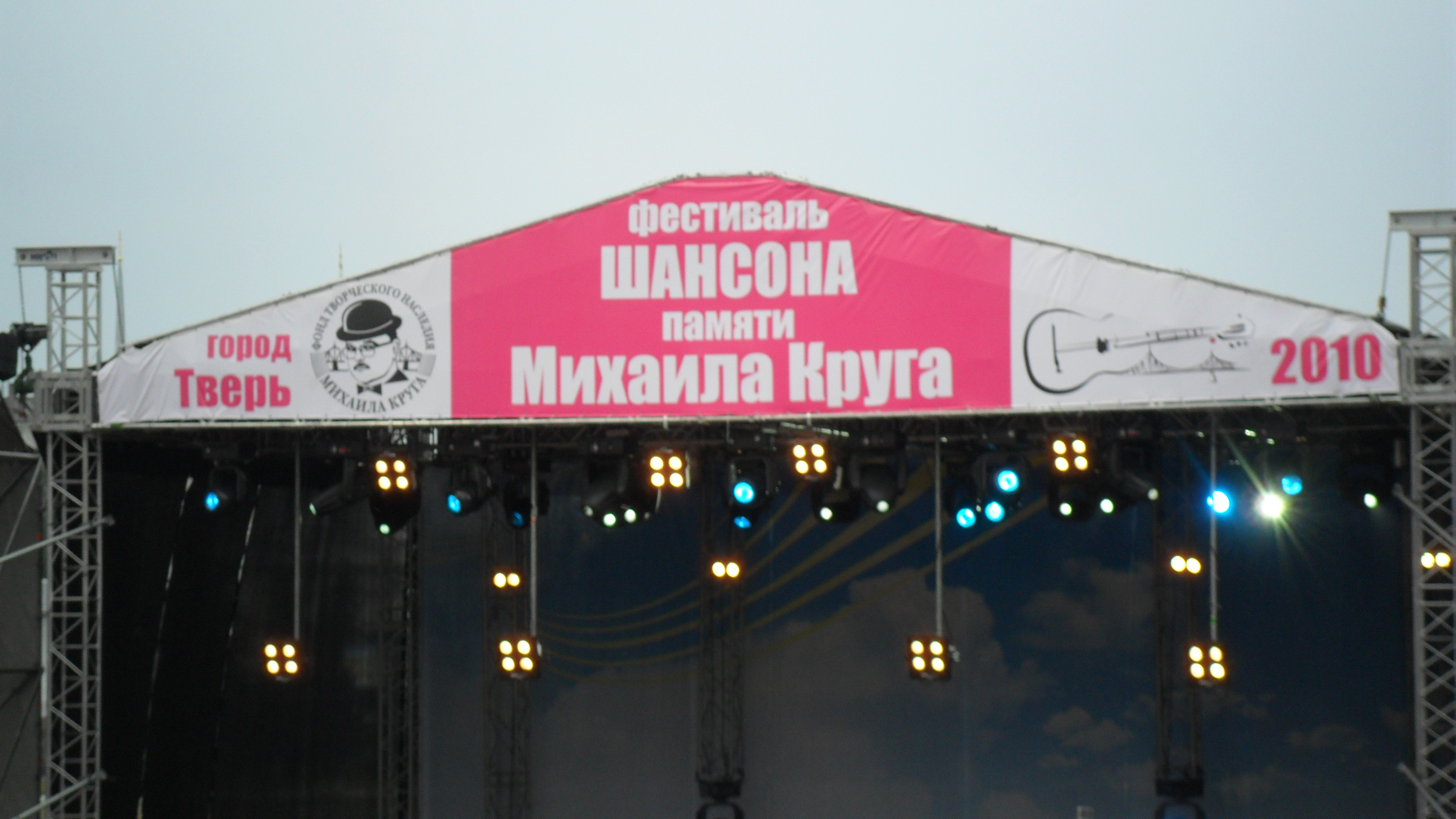
Фестиваль памяти Михаила Круга, 2010 год

Ежегодно в конце июня проводились фестивали памяти Михаила Круга, последний, восьмой, состоялся 25-26 июня 2010 года. Все фестивали состояли из двух этапов — конкурса исполнителей «На волне шансона» и концерта звёзд шансона. В концерте 2010 года принимали участие такие известные исполнители русского шансона, как Вилли Токарев, Вика Цыганова, Ирина Круг, Александр Добронравов и другие. Также в Твери работает магазин, продающий атрибутику с символикой Михаила Круга.
В 2012 году был снят художественный фильм «Легенды о Круге» режиссёра Тимура Кабулова. Начало съёмок фильма было приурочено сразу к двум датам — пятидесятилетию со дня рождения Круга и десятилетию со дня его смерти. Главную роль исполнил актёр и певец Юрий Кузнецов-Таёжный, обладающий внешним сходством с Михаилом Кругом. Специально для съёмок актёр набрал 16 килограммов. Кроме него в фильме снялся Александр Домогаров — он сыграл роль друга музыканта, прототипом которого стал Леонид Телешев. 22 и 23 апреля 2013 года фильм был показан на Первом канале, вызвав противоречивую реакцию.

### Телепередачи о Михаиле Круге после смерти
- 2003 — Год без Круга. Фильм Воспоминания
- 2003 — «Документальный детектив»: «Михаил Круг. Приходите меня убивать...»
- 2003 — Любовные истории: с Ириной Круг
- 2004 — Стресс
- 2004 — Просто Михаил Круг «Документальный фильм»
- 2005 — Воспоминания группы «Попутчик» о Михаиле Круге
- 2006 — Кафе «Шансон»
- 2006 — Жизнь и смерть Михаила Круга
- 2006 — Как уходили кумиры. Михаил Круг
- 2006 — Необъяснимо, но факт. «Мистические гибели звёзд»
- 2006 — Михаил Круг. Убийство по законам жанра.
- 2006 — Особо опасен! Пуля для поэта.
- 2007 — Особо опасен! Пуля для поэта. Продолжение.
- 2007 — Как уходили кумиры. Михаил Круг
- 2007 — Чрезвычайные истории. Жизнь по Кругу
- 2007 — Битва экстрасенсов
- 2007 — Главный герой
- 2008 — Моя правда. Жизнь в стиле 90-х.
- 2008 — Пусть говорят. Замкнутый круг Михаила Круга
- 2008 — Чистосердечное признание. Звёздные вдовы
- 2008 — ЧП: Расследование. Михаил Круг
- 2008 — Человек и закон (16 октября)
- 2009 — Первая кровь. Убийство Михаила Круга
- 2009 — 5 историй. Жизнь по Кругу
- 2009 — История Российского шоу-бизнеса
- 2009 — Я остаюсь, чтобы жить. Михаил Круг
- 2009 — Вне закона. Отчаянные семейки
- 2010 — Чистосердечное признание. Первая любовь
- 2010 — Чистосердечное признание. Народные артисты
- 2011 — Фильм памяти Михаила Круга
- 2011 — Развод по-русски. Обслужить звезду
- 2012 — Тайный шоу-бизнес. Жестокий шансон
- 2012 — Человек и закон (29 сентября)
- 2013 — Ты не поверишь! Неизвестные подробности убийства Михаила Круга.
- 2013 — Пусть говорят. Легенды о Круге
- 2013 — Старая пластинка. Михаил Круг
- 2013 — Пока ещё не поздно. Михаил Круг. Роковая фотография
- 2013 — Пока ещё не поздно. Михаил Круг. Жизнь и любовь
- 2013 — Пока ещё не поздно. Михаил Круг. Любовь и смерть
- 2013 — Истина где-то рядом. Михаил Круг. Отмщение
- 2017 — Улика из прошлого. Михаил Круг. Смерть короля Шансона
- 2017 — Линия защиты. Век шансона не видать
- 2018 — 90-е. Короли шансона
- 2018 — Раскрывая мистические тайны. Проклятые дома.
- 2019 — Последний день. Михаил Круг
- 2019 — Специальный репортаж. Круг. Финал
- 2019 — Андрей Малахов. Прямой эфир. Неизвестная жена певца Михаила Круга
- 2019 — Пусть говорят. Следствие по Кругу
- 2019 — Андрей Малахов. Прямой эфир. Михаил Круг. Подробности спустя 17 лет.
- 2019 — Пусть говорят. Скандал по Кругу
- 2019 — Человек и закон (27 сентября)
- 2019 — Расследование Эдуарда Петрова. Михаил Круг: Несыгранный концерт
- 2019 — Линия защиты. Кто убил Михаила Круга?
- 2019 — Самосуд: Защити себя сам?
- 2019 — Новые русские сенсации. Убийца Круга. Шокирующая исповедь
- 2020 — Раскрывая мистические тайны. Михаил Круг. Весёлая жизнь и нелепая смерть
- 2020 — Новые русские сенсации. Банда наёмных убийц
- 2021 — ЧП. Расследование. «Замкнутый круг»
- 2021 — Линия защиты. Звёздный псевдоним
- 2022 — Михаил Круг. Шансонье в законе
- 2022 — Михаил Круг. Я любил, а меня предавали
- 2022 — Новые русские сенсации. Кто заказал Круга?
- 2023 — Легенды музыки. Михаил Круг
- 2023 — Прощание. Михаил Круг
- 2024 — 90-е: «Крыша» для артиста
- 2024 — Хит-сториз «Михаил Круг. Владимирский централ»
- 2024 — Лежит на сердце тяжкий груз. Все тайны Михаила Круга.
- 2024 — Хит-сториз "Михаил Круг и Вика Цыганова — «Приходите в мой дом»
- 2025 — Основано на реальных событиях — «Организованная поющая группировка»